# Le Bateau à soupe
Pour plus de détails, voir Fiche technique et Distribution.
Le Bateau à soupe est un long métrage français réalisé par Maurice Gleize en 1946, d'après le roman de Gilbert Dupé et sorti en 1947.

## Synopsis
Le bateau du capitaine Herve est surnommé « Le Bateau à soupe » car cet homme au grand cœur interdit formellement toute consommation d'alcool par son équipage. Un jour cependant il permet à une jeune femme qui voulait voir les Îles de s'embarquer. Bientôt c'est le déchaînement des passions et les bagarres ne se comptent plus (le bateau qui sert de toile de fond au film est le voilier Duchesse Anne).

## Fiche technique
- Titre original : Le Bateau à soupe
- Réalisation : Maurice Gleize
- Scénario et dialogues : Gilbert Dupé, d'après son roman homonyme, Éditions de la Table Ronde, Paris, 1946, 227 pp.
- Directeur de production : Maurice Juven
- Producteur ; Gilbert Dupé
- Société de production : Agence Générale Cinématographique (A.G.C.)
- Musique : Marcel Delannoy
- Directeur de la photographie : Jules Kruger
- Décors : Hugues Laurent
- Montage : André Gug
- Costumes : Alex
- Son : Louis Perrin, René Renault
- Pays :  France
- Format :  Son mono - Noir et blanc - 35 mm  - 1,37:1
- Date de sortie : 19-2-1947
- Genre : Drame
- Durée : 105 minutes
  - France : 19 février 1947

## Distribution
- Charles Vanel : le capitaine Hervé
- Lucienne Laurence : Marie-Douce
- Alfred Adam : le Hénaff
- Joe Alex : l'indigène
- Habib Benglia : Le nègre
- Jacques Berthier : Donatien Mahu, le second
- Jean Brochard : le recruteur
- Jacques Dufilho : Zélize
- Fignolita : une Antillaise
- René Génin : Kerroët
- Jim Gérald : le gouverneur
- Pierre Juvenet : Monsieur Mahu, un armateur, le père de Donatien
- Germaine Ledoyen
- Darling Légitimus
- Albert Malbert : Vignoboul
- Gina Manès : la patronne
- Emile Riandreys : le cuistot
- Odette Talazac : la mère Vignoboul
- Jean Tielment : le Malais
- Geymond Vital : Pedro
- Auguste Boverio
- Albert Gercourt
- Pierre Latour
- Paul Faivre : l'ivrogne
- Jean-Marc Tennberg